# Koke (ur. 1992)
Koke, właśc. Jorge Resurrección Merodio (ur. 8 stycznia 1992 w Madrycie) – hiszpański piłkarz występujący na pozycji pomocnika w hiszpańskim klubie Atlético Madryt, którego jest kapitanem oraz w reprezentacji Hiszpanii. Uczestnik Mistrzostw Świata 2014, 2018 i 2022, a także Mistrzostw Europy 2016 i 2020.

## Kariera

### Początki
Koke urodził się w Madrycie. Do szkółki Atletico Madryt zapisał się w wieku 8 lat.

### Sezon 2009/2010
W Primera División zadebiutował 19 września 2009 roku w meczu z Barceloną (2:5). W tym sezonie zagrał jeszcze tylko jeden mecz, z Almerią (2-2).
W Mistrzostwach świata U-17, które odbyły się po sezonie Koke razem z Hiszpanią zajął 3. miejsce.

### Sezon 2010/2011
Pierwszą bramkę (zdobytą głową po dośrodkowaniu Diego Forlana) w Primera Division strzelił 26 lutego 2011 roku w meczu przeciwko Sevilli, w którym padł remis 2-2. W swoim pierwszym pełnym sezonie zagrał 17 meczów i strzelił 2 gole, a jego klub zajął 7. miejsce w lidze i zakwalifikował się do Ligi Europy.

### Sezon 2011/2012
W tym sezonie Koke stał się jednym z najważniejszych graczy Atletico, na którego Diego Simeone często stawiał. W sezonie zagrał w 40 meczów i strzelił 2 bramki. 9 maja razem z klubem wygrał finał Ligi Europy 2011/2012 z Athletic Bilbao (3:0).

### Sezon 2012/2013
Przed sezonem zagrał w reprezentacji Hiszpanii podczas Igrzysk Olimpijskich 2012, gdzie zagrał wszystkie 3 mecze, ale jego drużyna odpadła już po fazie grupowej. Na początku sezonu zdobył Superpuchar Europy z Atletico Madryt pokonując Chelsea F.C..
W tym sezonie młody Hiszpan zagrał w 48 meczach i zdobył 3 bramki. Na koniec sezonu wygrał razem z Atletico Puchar Króla pokonując po dogrywce Real Madryt.
Po sezonie zagrał w Mistrzostwach Europy U-21, które razem z Hiszpanią wygrał.

### Sezon 2013/2014
14 sierpnia 2013 roku zadebiutował w dorosłej reprezentacji Hiszpanii zmieniając Santi Cazorlę na ostatnie 12 minut meczu towarzyskiego z Ekwadorem (2:0). Pierwszy pełny mecz w reprezentacji zagrał w Eliminacjach do MŚ 2014 z Finlandią.
W tym sezonie Koke był już kluczowym piłkarzem drużyny Diego Simeone. 9 kwietnia 2014 roku, w ćwierćfinałowym meczu z FC Barceloną strzelił swoją pierwszą bramkę w Lidze Mistrzów, dzięki której klub awansował do finału tych prestiżowych rozgrywek pierwszy raz od 1974 roku. Koke sezon zakończył zdobywając Mistrzostwo Hiszpanii i finał Ligi Mistrzów. Zagrał 57 spotkań i zdobył 7 bramek. Został drugim najlepszym asystentem ligi hiszpańskiej (13 asyst) i zdobył nagrodę dla gracza października w lidze hiszpańskiej. 25 czerwca podpisał nowy pięcioletni kontrakt z Atletico.
Po sezonie został powołany do reprezentacji Hiszpanii na Mistrzostwa Świata 2014, w których zagrał 134 minuty w 2 meczach, ale Hiszpania odpadła już po fazie grupowej.

### Sezon 2014/2015
Na początku sezonu Atletico wygrało Superpuchar Hiszpanii po dwumeczu z Realem Madryt. Pierwszą bramkę w sezonie 2014/2015 Primera Division strzelił w meczu z Sevillą (4:0).

## Osiągnięcia

### Klubowe

#### Atlético Madryt
- Primera División: 2013/14, 2020/21
- Copa del Rey: 2012/13
- Supercopa de España: 2014
- Liga Europy: 2011/12, 2017/18
- Superpuchar Europy: 2012, 2018
- Finał Ligi Mistrzów: 2013/14, 2015/16

### Reprezentacja
- Mistrzostwo Europy U-21: 2013
- 3. miejsce na Mistrzostwach świata U-17: 2009

## Statystyki

### Klub
Stan na 3 maja 2020 r
| Klub            | Sezon   | Liga    | Liga | Puchar  | Puchar | Europa  | Europa | Razem   | Razem |
| Klub            | Sezon   | Występy | Gole | Występy | Gole   | Występy | Gole   | Występy | Gole  |
| --------------- | ------- | ------- | ---- | ------- | ------ | ------- | ------ | ------- | ----- |
| Atlético Madryt | 2009/10 | 4       | 0    | 0       | 0      | 0       | 0      | 4       | 0     |
| Atlético Madryt | 2010/11 | 17      | 2    | 2       | 0      | 0       | 0      | 19      | 2     |
| Atlético Madryt | 2011/12 | 25      | 2    | 2       | 0      | 13      | 0      | 40      | 2     |
| Atlético Madryt | 2012/13 | 33      | 3    | 7       | 0      | 8       | 0      | 48      | 3     |
| Atlético Madryt | 2013/14 | 36      | 6    | 9       | 0      | 13      | 1      | 58      | 7     |
| Atlético Madryt | 2014/15 | 34      | 2    | 6       | 0      | 9       | 2      | 49      | 4     |
| Atlético Madryt | 2015/16 | 35      | 5    | 5       | 0      | 11      | 0      | 51      | 5     |
| Atlético Madryt | 2016/17 | 36      | 4    | 6       | 1      | 12      | 0      | 54      | 5     |
| Atlético Madryt | 2017/18 | 35      | 4    | 3       | 0      | 13      | 2      | 51      | 6     |
| Atlético Madryt | 2018/19 | 30      | 3    | 3       | 0      | 8       | 3      | 41      | 6     |
| Atlético Madryt | 2019/20 | 22      | 2    | 1       | 1      | 8       | 0      | 30      | 3     |
| Razem           | Razem   | 307     | 33   | 44      | 2      | 95      | 8      | 446     | 43    |

### Reprezentacja
Stan na 24 października 2019 roku.
| 2013  | 7  | 0 |
| 2014  | 8  | 0 |
| 2015  | 5  | 0 |
| 2016  | 10 | 0 |
| 2017  | 6  | 0 |
| 2018  | 8  | 0 |
| Razem | 44 | 0 |